# Josef Webr

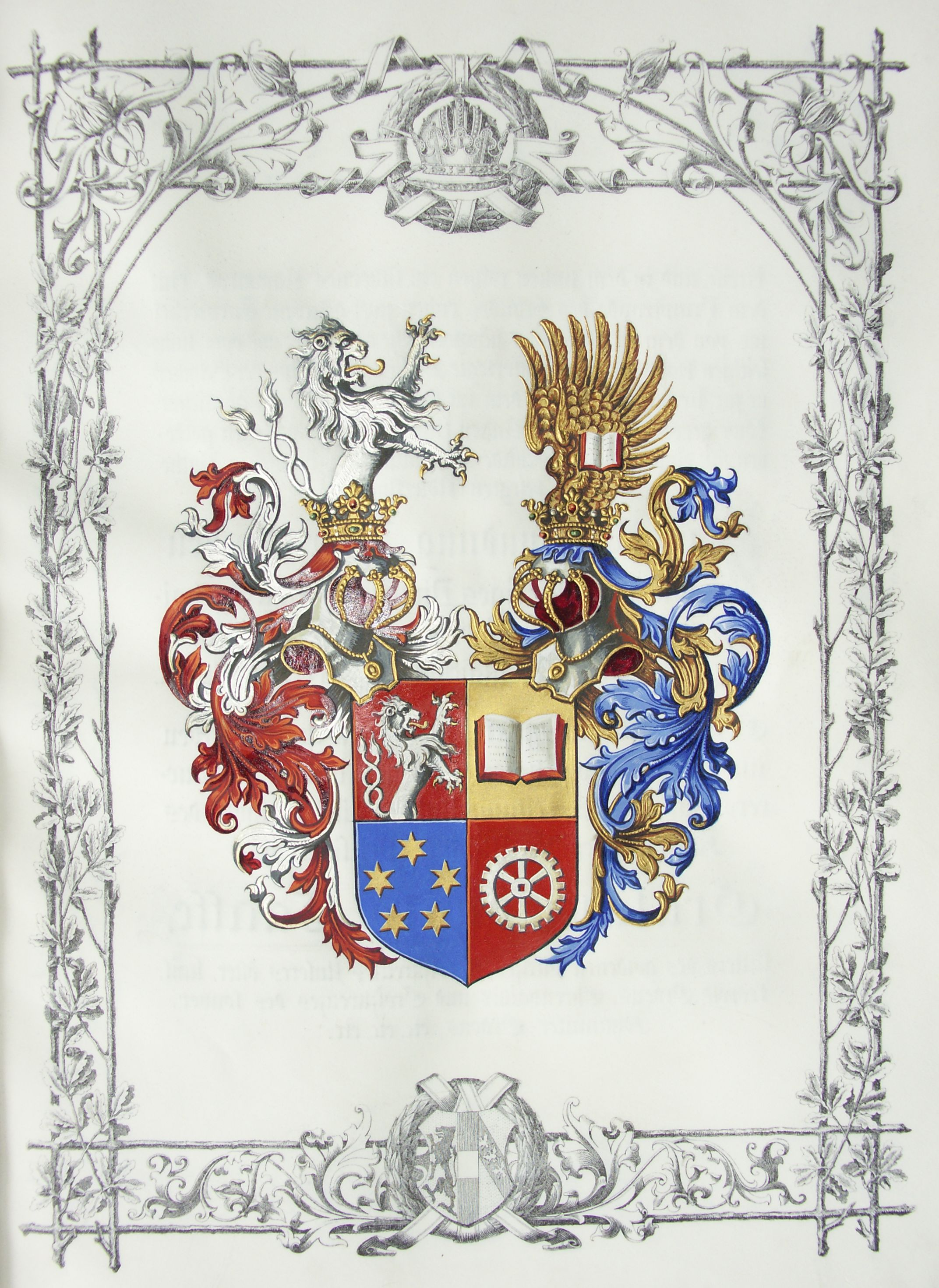
Erb rytířů z Pravomilu

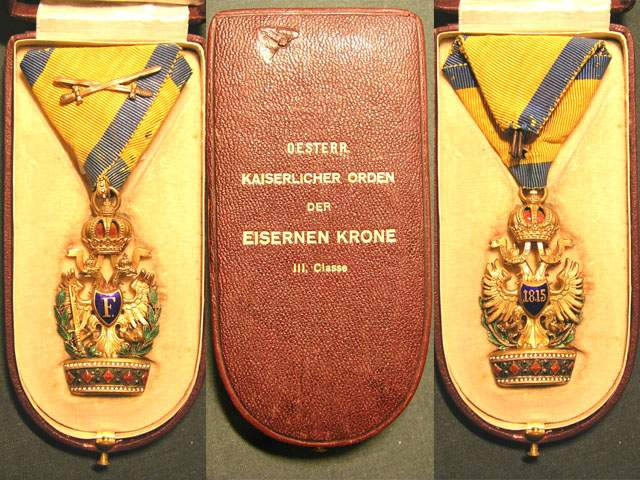
Řád železné koruny III. třídy

Josef rytíř Webr z Pravomilu (17. prosince 1831, Hraběšín - 20. března 1908, Praha), byl c. k. dvorní rada, zemský školní inspektor, rytíř řádu Železné koruny III. třídy.

## Život
Narodil se 17. prosince 1831 v Hraběšíně u Čáslavi jako syn mlynáře (Jánský mlýn) Jana Webra a jeho ženy Josefy, rozené Koudelkové. Na doporučení vesnického kantora v Hraběšíně ho dal otec do městské školy v Čáslavi a poté studoval na akademickém gymnáziu v Praze. Po jeho absolvování studoval od roku 1848 na pražské technice. Roku 1856 se oženil s Julií Starou (18. září 1833 – 8.  června 1900) z Křesetic u Kutné Hory, měl čtyři dcery (Marii, Annu, Julii a Ludmilu) a tři syny (Josefa, Václava a Jana Otakara). Zemřel 20. března 1908 v Praze a je pohřben na Olšanských hřbitovech (hrob III-1-14).

## Kariéra
Svou učitelskou kariéru započal v roce 1853 na malostranské nižší reálce a na mužském pedagogiu, pokračoval na reálce v Lokti a roku 1857 se stal profesorem na německé reálce v Mikulandské ulici v Praze. Roku 1861 byl povolán na ředitelské místo české vyšší reálky v Kutné Hoře. Zde se zasloužil o řešení problému vyučovacího jazyka, o vydávání školních katalogů v češtině (od roku 1862) a studenti zde dostali poprvé česky psané vysvědčení. Roku 1865 ho císař František Josef I. jmenoval ředitelem české reálky v Ječné ulici v Praze a za čtyři roky c. k. zemským inspektorem pro reálky a reální obor na gymnáziích v Čechách. Jako člen zemské školní rady se zasloužil o zřízení nebo přestavbu gymnázií a reálek v Hradci Králové, Jičíně, Karlíně, Klatovech, Příbrami, Domažlicích, Pelhřimově, Kolíně, Novém Bydžově, Roudnici, Táboře, Plzni a v Praze na Malé Straně, v Žitné a Truhlářské ulici.
Roku 1880 byl přeložen na ministerstvo kultu a vyučování ve Vídni jako referent v odboru středních škol a později pracoval v odborech IX. a X. pro průmyslové a odborné školství. Roku 1884 byl vyznamenán řádem Železné koruny III. třídy a 23. března 1884 byl za zásluhy o české školství povýšen majestátem císaře Františka Josefa I. daným ve Vídni 16. ledna 1885 do rakouského rytířského stavu s přídomkem z Pravomilu. Po odchodu do výslužby byl roku 1892 zvolen do výboru Ústřední matice školské, kde pracoval až do své smrti, tj. 16 let. Roku 1892 byl zvolen čestným členem výboru spolku Minerva, kde působil 13 let a zasloužil se o jeho přeměnu na osmitřídní dívčí gymnázium. Byl členem správní rady a viceprezidentem Společnosti muzea království Českého, předsedou komitétu na oslavu třístého výročí narození Jana Amose Komenského a zakladatelem nadace Komenského pro studující českých škol z Moravy, členem výboru pro pokračovací a průmyslové školy král. města Prahy.

## Členství ve spolcích
- člen výboru Ústřední matice školské
- člen správní rady a viceprezident Muzea království českého
- člen zemské školní rady
- člen výboru spolku Minerva
- člen výboru spolku pro podporu vdov a sirotků po profesorech středních škol
- člen a zakladatel nadace pro studující českých škol z Moravy

## Ocenění
- titul c. k. dvorní rada
- rytíř řádu Železné koruny III. třídy
- povýšen majestátem císaře Františka Josefa I. do rytířského stavu s přídomkem z Pravomilu